# 疑似封建制
疑似封建制（ぎじほうけんせい)は、中世後期のヨーロッパ（特にイングランド）において行われていた封建制の形態である。その特徴は、中産階級の人々が貨幣・役職・法的保護の見返りに、軍事的・政治的・法的な奉仕を行うという点であり、土地（領有統治権）の見返りに軍役奉仕を行う封建制とはこの点で区別される。また、疑似封建制とはBastard feudalismの訳語であり、庶子封建制やバスタード・フューダリズムとも訳される。

## 歴史
Bastard feudalismという言葉は、1885年にイギリスの歴史家Charles Plummerによってつくられた。彼は、薔薇戦争が混沌としたものであったということを理由に、その時代に行われていた疑似封建制を批判した。また、疑似封建制という言葉から真っ先に連想されるのはPlummerと同時代の歴史家William Stubbsである。彼によると、エドワード1世の治世下では、土地の見返りに軍役奉仕を行う封建制はすでに消滅過程にあり、家臣は領主に貨幣を支払い、領主は貨幣で兵を雇うという状態になっていた。つまり、土地を与えられている家臣ではなく、貨幣で雇われた兵が軍役奉仕を行っており、これは疑似封建制の一環であった。
1940年代には、K. B. McFarlaneが疑似封建制に対する新たな見方を提示した。彼によると、疑似封建制とは貨幣による薄く混乱をもたらすような主従関係ではなく、良い見返りのために行われる奉仕であり、むしろ領主に忠誠を誓っていることが多かったとされる。王や領主など個人によって治められている社会においては、領主に奉仕することが役職や助成金などの見返りを得るための最善の方法であり、君主からしても土地ではなく貨幣を与えることは、より多くの家臣を保持することができるという点で優れていた。
また、王と貴族は本質的に同じ関心を持っていたので、貴族たち有力者が軍役奉仕を貨幣によって委託したこと自体は、社会を混乱させる理由とはならないと言える。薔薇戦争は封建制の衰退などの制度的な要因ではなく、ヘンリー6世の失敗などの個人的な要因が大きい。今日の歴史家たちは、疑似封建制が中世後期の混沌・衰退をもたらしたという19世紀の考えとは異なっていると言える。

## 仕組み
疑似封建制において、特定の貴族に仕え、奉仕するジェントリを扈従（こじゅう, retainer）と呼び、またその集団を扈従団（Affinities）と呼ぶ。扈従は軍役奉仕の見返りとして、領主の政治における影響力の庇護を受けることができる。これは幇助（Maintenance）と呼ばれる。
扈従は自分の仕える領主ごとにお揃いの記章（Livery badge）や襟飾り（Livery collar）を身に着けており、それらのお仕着せ（Livery）は法廷などで強い影響力があった。